# 로스코 오먼

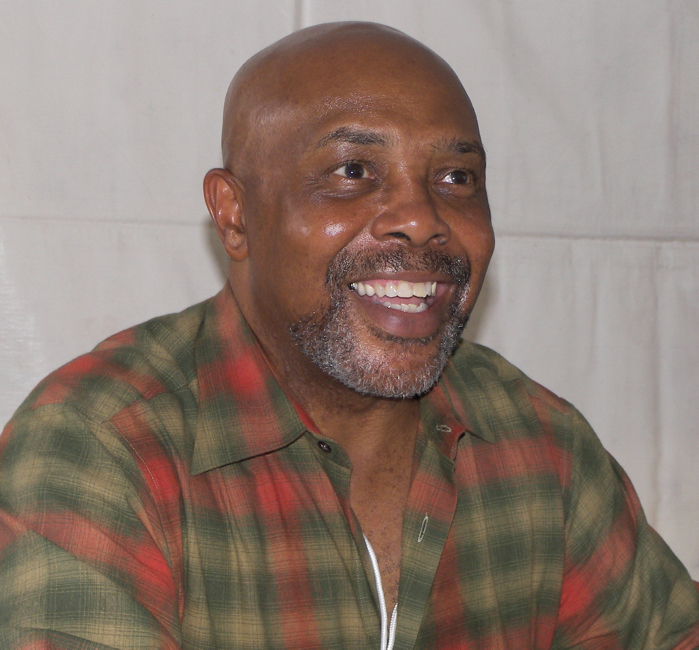

로스코 오먼(Roscoe Orman, 1944년 6월 11일 ~ )은 미국의 텔레비전 배우, 영화배우, 작가, 가수, 연극 배우이다.
브롱크스에서 태어났다.

## 방송
- 세서미 스트리트

## 영화
- 더 와이어 시즌1(2002년)
- 엘모의 대모험(1999년)
- 뉴저지 드라이브(1995년)
- 법과 질서(1990년)
- 에프 엑스(1986년) - Capt. 웰렌저 역
- 팔로우 댓 버드(1985년)